# 쉬뒤르물라시슬라
쉬뒤르물라시슬라(아이슬란드어: Suður-Múlasýsla)는 아이슬란드의 주이다. 이 주는 동부 지역에 있으며 아이슬란드 본섬의 가장 동쪽인 게르피르가 있다.